# Gojslav de Croacia
Gojslav fue un monarca que cogobernó el reino de Croacia con su hermano Kresimir de 1000 a su muerte en 1020. Ambos se hicieron con el poder tras una guerra civil con el hermano primogénito Svetoslav, su antecesor. Gojslav era el hijo menor del antiguo rey croata Stjepan Držislav y miembro de la Dinastía Trpimirović.
Tras la muerte de Stejpan Držislav en 997, su hijo Svetoslav Suronja le sucedió como rey de Croacia. Gojslav se rebeló, junto con su hermano Krešimir contra el nuevo rey, y probablemente utilizó su alianza con el Imperio Bizantino para pedir ayuda al Primer Imperio búlgaro. Durante este tiempo, tuvo lugar una invasión búlgara, en la que el monarca Samuel de Bulgaria saqueó las ciudades dálmatas y gran parte de Bosnia.  Durante los dos últimos años (999–1000) de la guerra civil croata, Gojslav y Kresimir consiguieron expulsar a Svetoslav Suronja, probablemente con alguna ayuda búlgara, que marchó al exilio de Venecia en el año 1000. 
Gojslav murió en 1020, quedando Krešimir como rey de Croacia hasta su muerte 1030.